# Mouvement contre le racisme et pour l’amitié entre les peuples
Mouvement contre le racisme et pour l’amitié entre les peuples (skr. MRAP, pol. Ruch przeciwko Rasizmowi i Przyjaźni między Narodami) – francuska organizacja założona w 1949

## Historia
Początki ruchu sięgają roku 1941. Organizacja, wówczas pod nazwą Le Mouvement national contre le racisme (MNCR, pol. Narodowy Ruch Przeciwko Rasizmowi), zajmowała się ochroną czarnoskórych dzieci mieszkających we Francji przed deportacjami prowadzonymi przez niemieckich i rodzimych nazistów. W tym zakresie współpracowała z kościołami: katolickim i protestanckimi. W 1949 zmieniła nazwę na Mouvement contre le racisme, l'antisémitisme et pour la paix (pol. Ruch przeciwko Rasizmowi, Antysemityzmowi i Działań na rzecz Pokoju). Od 1972 ma obecną nazwę.

## Deklarowane zadania
Główne zadania ruchu, to deklarowane: walka z rasizmem, antysemityzmem, obrona praw imigrantów i Romów mieszkających we Francji.